# Sterne à joues blanches
Sterna repressa
Espèce
Statut de conservation UICN

 LC  : Préoccupation mineure
La Sterne à joues blanches (Sterna repressa) est une espèce d'oiseaux de la famille des Laridae.
Son aire s'étend des côtes nord d'Afrique de l'Est, de la Mer Rouge et du Golfe Persique et de manière plus sporadique et hivernale jusqu'au sud de l'Inde.